# إيلكا تشيس
إيلكا تشيس (بالإنجليزية: Ilka Chase)‏ (8 أبريل 1900، نيويورك في الولايات المتحدة - 15 فبراير 1978، مدينة مكسيكو في المكسيك)؛ ممثلة، كاتِبة وروائية أمريكية.

## روابط خارجية
- إيلكا تشيس على موقع IMDb (الإنجليزية)
- إيلكا تشيس على موقع ألو سيني (الفرنسية)
- إيلكا تشيس على موقع ميوزك برينز (الإنجليزية)
- إيلكا تشيس على موقع أول موفي (الإنجليزية)
- إيلكا تشيس على موقع قاعدة بيانات برودواي على الإنترنت (الإنجليزية)
- إيلكا تشيس على موقع قاعدة بيانات الأفلام السويدية (السويدية)
- إيلكا تشيس على موقع إن إن دي بي (الإنجليزية)
- إيلكا تشيس على موقع أول ميوزيك (الإنجليزية)
- إيلكا تشيس على موقع ديسكوغز (الإنجليزية)
- إيلكا تشيس على موقع قاعدة بيانات الفيلم (الإنجليزية)